# Tereza Štadler
Tereza Štadler est une joueuse d'échecs yougoslave puis serbe née le 29 septembre 1936 à Subotica et morte dans la même ville le 27 mars 2001. Elle a obtenu le titre de maître international féminin en 1966 et celui de grand maître international féminin en 1978.

## Biographie et carrière
Štadler fut championne de Yougoslavie en 1964 et candidate au championnat du monde d'échecs féminin en 1967, terminant à la quatrième place avec 12 points marqués en 17 parties. En 1971, elle finit treizième lors du tournoi interzonal féminin de Ohrid.
Elle représenta la Yougoslavie lors de trois olympiades féminines (en 1957, 1969 et 1980), marquant 22 points en 33 parties, remportant la médaille de bronze individuelle au troisième échiquier lors de l'Olympiade d'échecs de 1980.